# Euripus robustus
Espèce
Euripus robustus est un lépidoptère appartenant à la famille des Nymphalidae, à la sous-famille des Apaturinae et au genre Euripus.

## Dénomination
Euripus robustus a été nommé par Wallace en 1869.
Synonyme : Euripus holofernes Staudinger, 1886.

## Écologie et distribution
Il est présent en Asie du Sud-Est, au Sulawesi.